# Nucli històric de Borriana
El Conjunt Històric de Borriana, o Nucli històric de Borriana, és un conjunt monumental que està declarat Bé d'Interès Cultural, per declaració singular, amb la categoria de Conjunt Històric, segons consta a la Direcció General de Patrimoni Cultural de la Generalitat Valenciana. Presenta anotació ministerial número:RI - 53-0000653, amb data d'anotació 28 de setembre de 2007.
Es troba localitzat al nucli urbà de la localitat de Borriana, a la comarca de la Plana Baixa.

## Descripció historicoartística
Borriana existeix com a nucli urbà, dins la comarca de la Plana Baixa des del segle ix. Es tracta d'un nucli urbà d'origen musulmà, que en un primer moment presentava unes muralles semicirculars voltant del centre poblacional, les quals estaven reforçades amb unes torres quadrades disseminades per l'esmentat recinte emmurallat. La població s'assentava davant del riu Sec, presentant el recinte semicircular emmurallat tres entrades:
- L'entrada coneguda com a Portal de Tortosa, orientada cap al riu.
- L'entrada anomenada Portal d'Onda, orientada a l'oest.
- I finalment l'entrada del sud-est o Portal de València.

Els carrers del nucli poblacional musulmà eren estrets i tortuosos, com qualsevol altra població àrab. Actualment es poden veure aquestes estructures en carrers com els de Sant Pere, Sant Joan, Vicente Torres i Carles I. també eren típics d'aquestes ciutats àrabs els carrerons sense sortida o atzucats, alguns dels quals han donat lloc a placetes, com entre d'altres les del Tremedal i de Pujol.
Borriana va ser conquistada per les tropes cristianes el 1233, i va obtenir la carta de poblament l'1 de novembre del mateix any. El pas de ciutat àrab a cristiana no va produir canvis ni en el traçat, ni en els edificis existents, almenys d'una manera immediata, de manera que fins a finals de l'edat mitjana, no comencen a donar-se lloc canvis significatius deguts a l'evolució de la població, provocant el sorgiment de ravals extramurs com el Raval del Mar. És ja a finals del segle xvii, quan l'estructura de la ciutat inicia un procés de canvi continuat, ja que l'augment de la població i la necessitat d'expandir el nucli poblacional, porten a l'inici de l'enderrocament de llenços de la muralla i, sobretot de portes d'accés. És així com es procedeix a l'enderroc del Portal de València, i de pràcticament tota la muralla semicircular, procedint, a més, a omplir amb terra el fossat que circumdava la població.

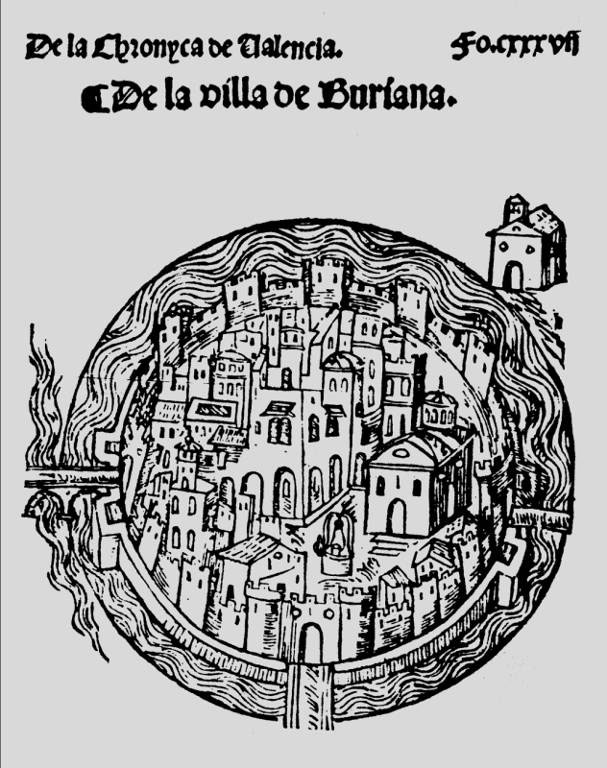
Plànol de Borriana per Viciana (1564)
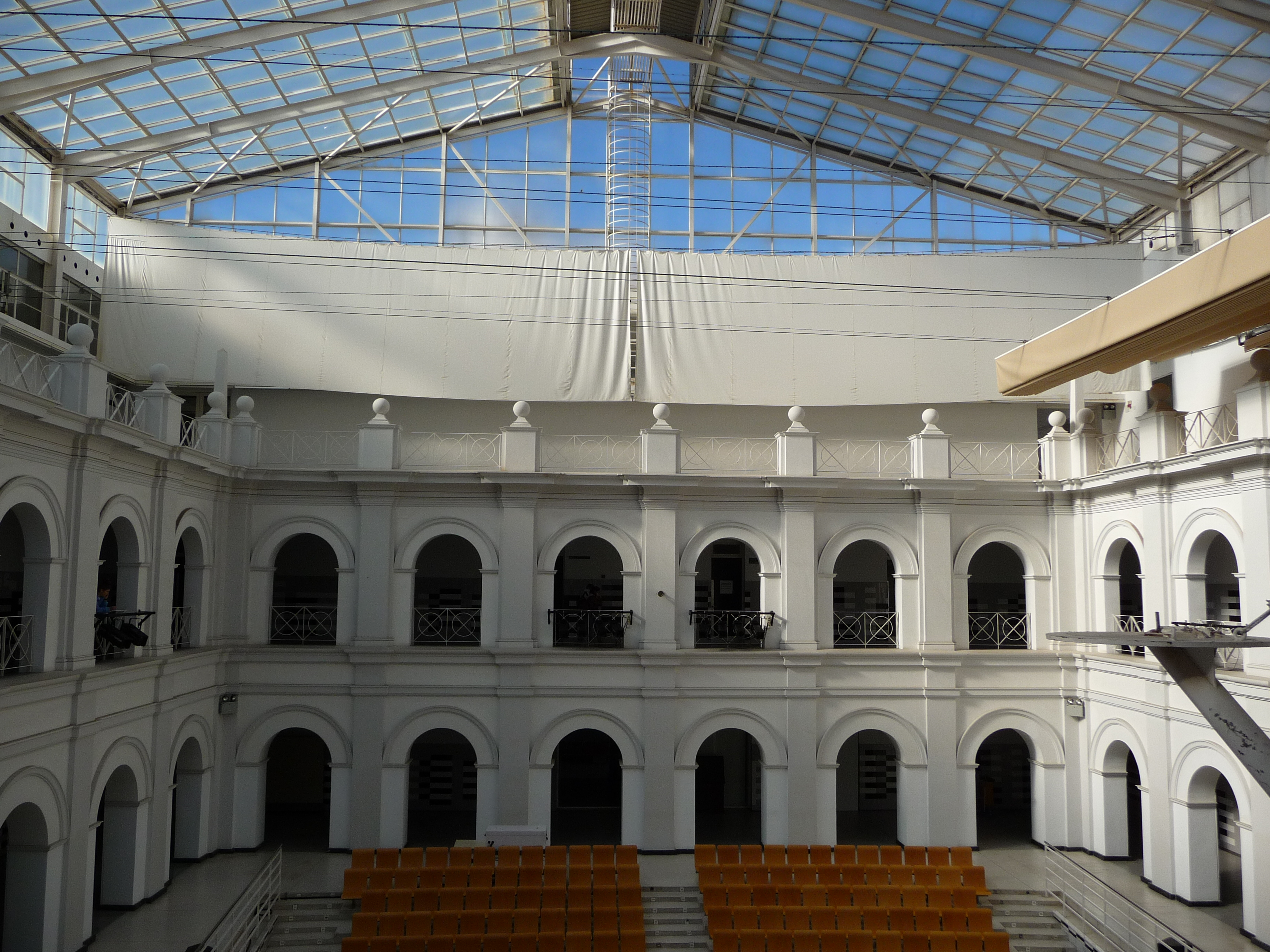
Exconvent de la Mercé, interior
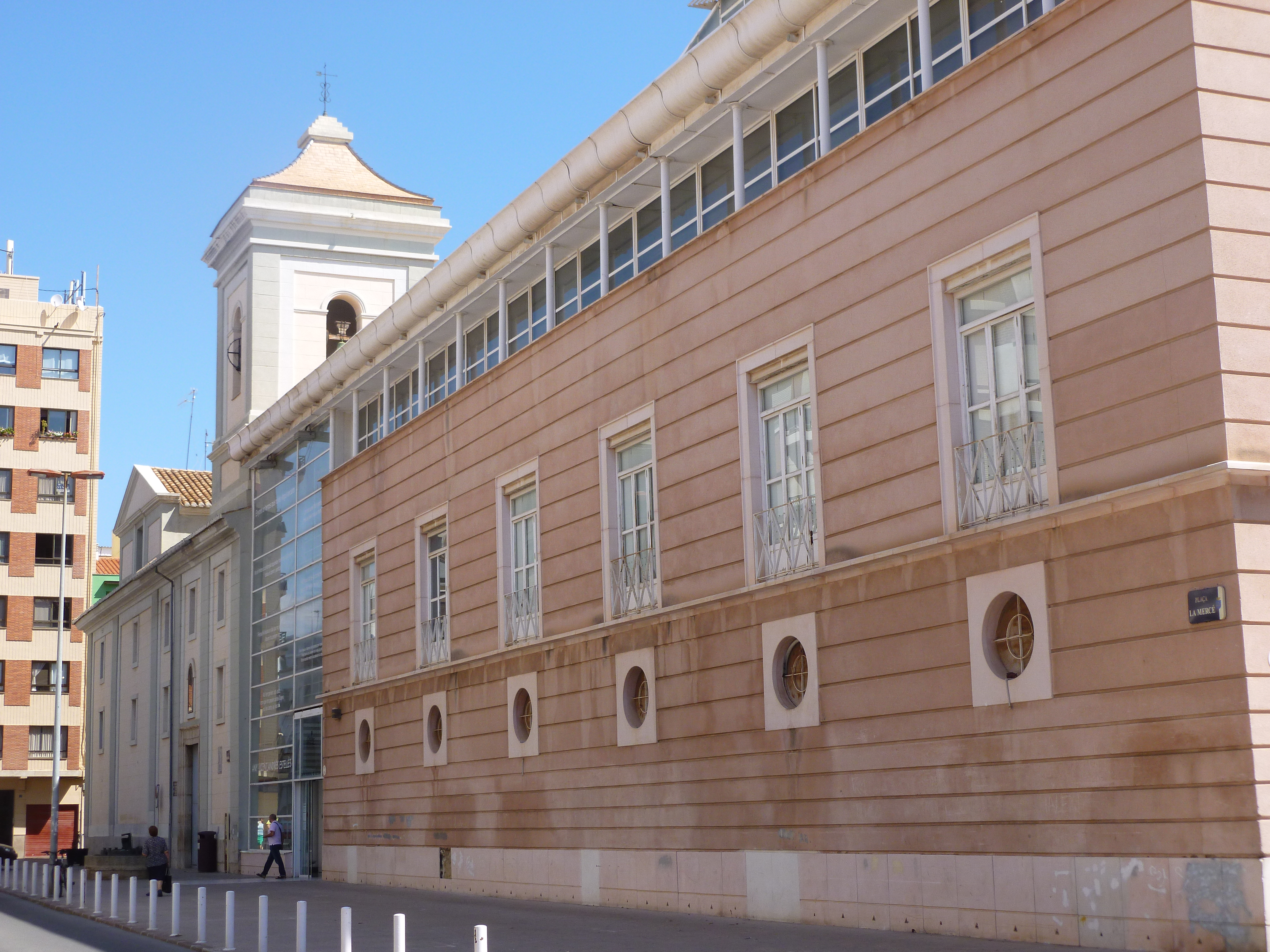
Exconvent de la Mercé, exterior
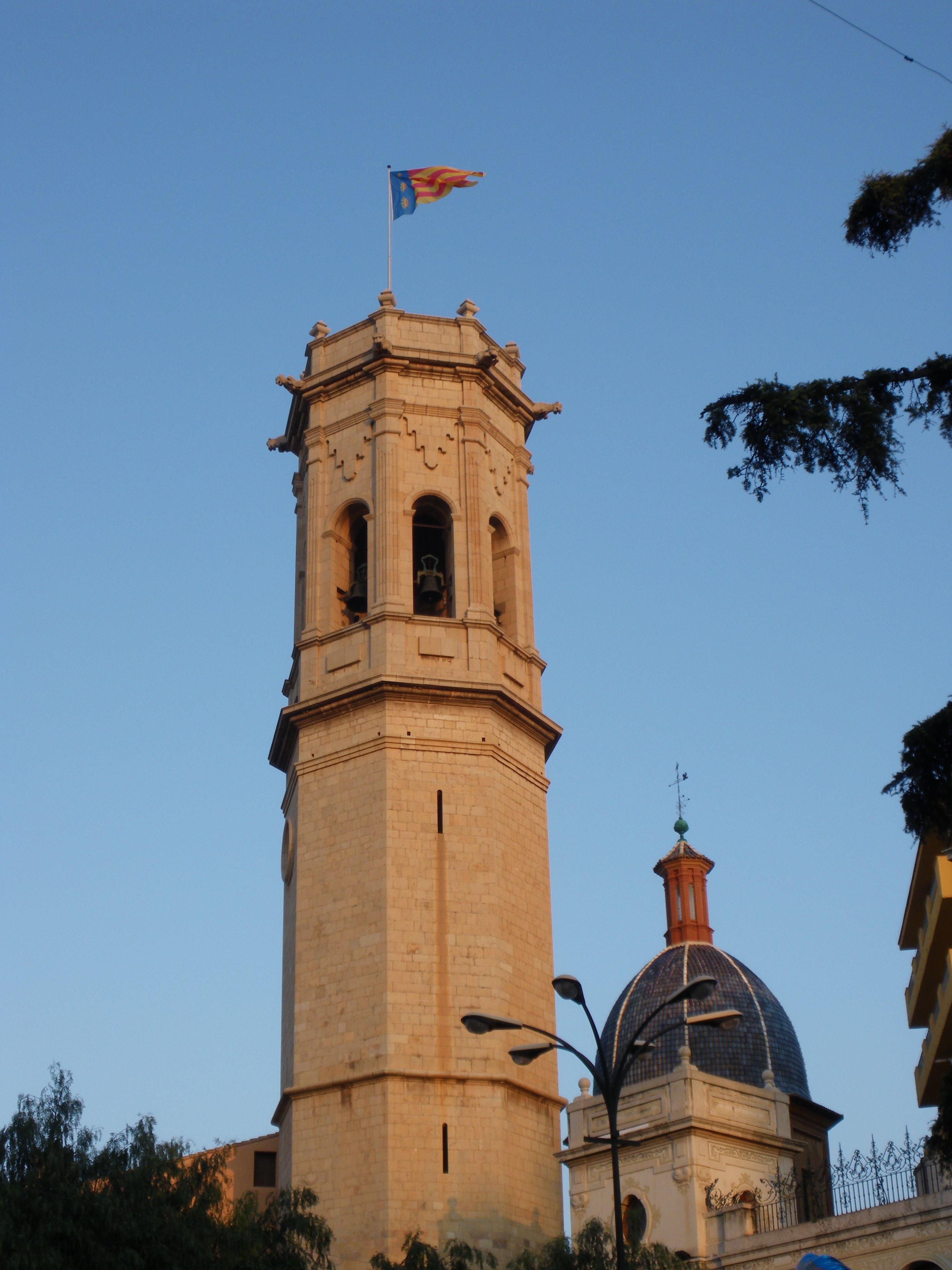
Campanar de la Basílica del Salvador

Es pot afirmar que els ravals, com van ser el d'Onda o el de València, van constituir els motors del desenvolupament urbà, els quals reforçaven la seva activitat econòmica amb les alqueries i caserius tan freqüents en aquella època i zona rural. Ja entrat el segle xviii, entre el 1750 i el 1780, s'inicien una sèrie de millores en les infraestructures urbanes, entre les quals cal destacar la pavimentació dels carrers o l'establiment d'enllumenat públic, la qual cosa va fer que s'anés fent el pas cap a un nucli poblacional més modern, que restringia els vestigis medievals a la zona que corresponia al nucli poblacional més antic, que es va convertir en el que més tard s'anomenaria "la vila", tan diferent en estructura i traçat de la ciutat moderna en què anava convertint-se la localitat, amb carrers rectes que donaven lloc a traçats regulars de blocs residencials o illes d'habitatges quadrangulars. Ja el 1843 es poden distingir quatre districtes en el municipi: la Vila, i els ravals de València, Onda i el Mar. Aquesta evolució a la modernitat i l'expansió de la població va fer que a principis del segle XX fos necessari augmentar la mida de nombrosos carrers, el que va donar lloc a la configuració d'algunes places i zones clares.
D'aquesta manera, l'arquitectura tradicional, va quedar reduïda al nucli del districte de la Vila, on encara es poden veure edificis que es caracteritzaven per tenir una planta baixa en la qual s'ubica una gran porta d'accés a l'habitatge, i que serveix d'ample passadís per accedir al corral, en què algunes d'elles arribaven a tenir estables i fins i tot porqueres.
Respecte a l'interior, normalment, a l'esquerra de l'entrada se solia situar la sala, les dimensions solien ocupar una quarta part de l'edifici. Mentre que a l'altra part s'ubicava la cuina, que en moltes ocasions feia de menjador i sala on " fer la vida ". Ja a la planta superior se situaven les habitacions. Per la seva banda, molts d'aquests edificis tenien tres altures, deixant aquesta última com a magatzem per a collites. El sostre presentava una coberta a dues aigües amb rolls, canyís i teulada àrab.
Dins d'aquest conjunt històric cal fer esment dels següents monuments: les restes de la muralla medieval, la Basílica Parroquial del Salvador (obra del segle xiii, presenta planta romànica de trànsit al gòtic. Va ser decorada al gust barroc durant el segle xviii, i al segle xix se li afegeix la Capella de la Comunió. Presenta un campanar reconstruït després de la guerra civil, de l'original gòtic, del segle XIV), l'Exconvent de la Mercè (obra del segle xvi, on se situa actualment el Centre Municipal de Cultura "La Mercè" i el Museu Arqueològic Comarcal de la Plana Baixa, que compta entre les seues col·leccions, amb una escultura del déu Hermes (segle I). Es troba annex a l'Església de la Mercè datada del segle xviii), l'Església Hospitalària de Sant Blai, el Temple de Sant Josep (Pares Carmelites descalços, del segle XIX), així com cases senyorials datades entre finals del segle xix i principis del segle XX (entre les quals destaquen les cases modernistes com les de Reig, Fandos, Font de Mora, El Tarrós o Boix, entre d'altres). L'anomenat "Museu de la Taronja, està situat en una casa d'estil modernista dins del Conjunt Històric de Borriana, i en ell es mostra la història de la citricultura en general i valenciana en concret, així com la importància que aquest cultiu va tenir per a l'expansió econòmica de la zona de Borriana. També pot destacar-se el Mercat central, que segons autors estaria dins un estil racionalista, encara que molt entrellaçat amb el modernisme.